# اعتصام

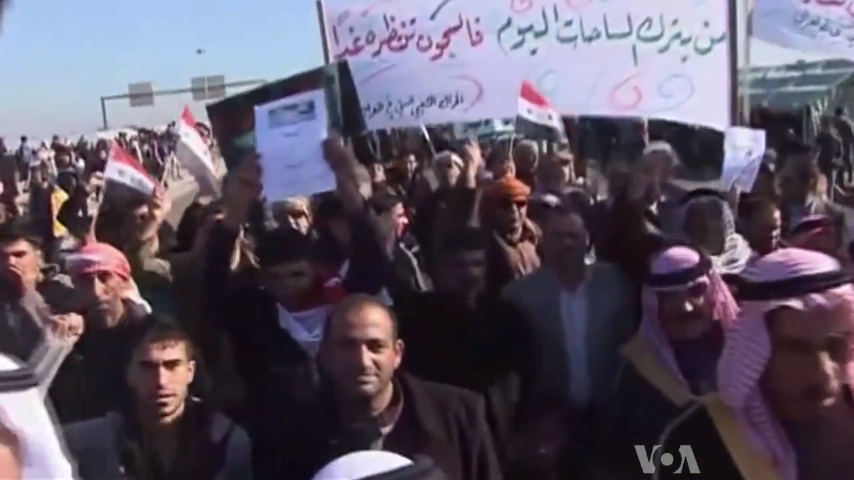
لافتة تحث على الاعتصام مكتوب عليها (من يترك الساحات اليوم فالسجون تنتظره غدا)

الاعتصام هو مظهر احتجاجي ضد سياسة ما عن طريق الاحتلال السلمي لمكان أو مقر يرمز إلى الجهة التي تمارس السياسة موضع الاحتجاج . وكثيرا ما تلجأ الجماعات المعتصمة إلى التقدم بمطالبها وشعاراتها لأجهزة الإعلام و إشعار الرأي العام بأهدافها عن طريق الصحافة و أجهزة الإعلام. وقد شاع هذا النوع من الاحتجاج في الولايات المتحدة و لاسيما ضد سياسة التفرقة العنصرية في الأماكن العامة كالمطاعم، الأمر الذي كان يلحق الضرر المادي بالمؤسسات المعنية.